# 1335 Demoulina
1335 Demoulina eller 1934 RE är en asteroid i huvudbältet, som upptäcktes 7 september 1934 av den tyske astronomen Karl Wilhelm Reinmuth i Heidelberg. Den har fått sitt namn efter den belgiske astronomen Georges Demoulin.
Asteroiden har en diameter på ungefär 7 kilometer och den tillhör asteroidgruppen Flora.